# Букузи
Букузи (чечен. Буккузие) — нежилой аул/село/хутор в Шатойском районе Чеченской Республики.

## География
Хутор расположен на берегу р. Шароаргун.
Ближайшие населённые пункты: на северо-востоке от районного центра Шатой, на юго-востоке - Нуй, Сярбалой, Лешкорой.

## История
Аул Буккузие, расположенный в теснине реки Шаро-Аргуна, согласно данным Ахмада Сулейманова, представлял собой естественные ворота, через которые проходила единственная тропинка, служившая сообщением между горной частью и плоскостью.